# ダイユーエイト
株式会社ダイユーエイト（英: DAIYU EIGHT CO., LTD.）は、福島県福島市に本社を置くホームセンターを中核に事業を展開している企業。アレンザホールディングスの完全子会社。

## 沿革
- 1976年（昭和51年） - 第1号店となる福島店を開店。
- 1977年（昭和52年）6月 - 「株式会社ダイユーエイト」に商号変更。
- 1991年（平成3年） 本社を移転。新社屋並びに本部・流通センター完成。
- 1996年（平成8年）11月 - 福島市黒岩にホームセンターから業態転換したオフィスエイトの第1号店となる南福島店を開店。
- 2000年（平成12年）9月14日 - JASDAQ市場へ株式店頭公開[1]（2007年1月26日上場廃止）。
- 2001年（平成13年）
  - 7月 - 食品スーパーを運営する「株式会社エイトフーズ」を設立。
  - 8月 - 食品スーパー鮮一の第1号店となる須賀川西店を開店。
- 2002年（平成14年）1月 - 北海道を中心に、東北・関東でホームセンター事業を展開する株式会社ホーマックと業務・資本提携。
- 2003年（平成15年）11月 - ディベロッパー事業として、本宮市に敷地面積20,000坪のショッピングセンター・エイトタウン本宮を開設。
- 2006年（平成18年）12月 - 東京証券取引所第二部上場。
- 2007年（平成19年）
  - 5月28日 - グループ店舗で電子マネー「Edy」を導入。
  - 8月21日 - ショッピングサイト「ダイユーエイト・ドットコム」を開設。
  - 12月25日 - 東京証券取引所第一部指定替え。
- 2009年（平成21年）
  - 2月 - アンゼン（本社・茨城県水戸市）からホームセンター4店舗の営業権を譲受。
  - 3月 - リックコーポレーションと業務・資本提携。
  - 6月 - 有限会社エイト薬品を吸収合併。
  - 9月 - ホーマックとの提携解消を発表。福島市南沢又にペットワールドアミーゴの第1号店となる福島西店を開店。
- 2010年（平成22年）11月25日 - 福島市曾根田町（現：曽根田町）のさくら野百貨店福島店跡にダイユーエイトMAX福島店を開店。
- 2011年（平成23年）7月21日 - 福島市鳥谷野にワンズサイクルの第一号店となる南福島店を開店。
- 2012年（平成24年）6月 - 株式会社エイトフーズを吸収合併。
- 2015年（平成27年）1月 - 株式会社日敷（本社・秋田県湯沢市）を連結子会社化[2]。
- 2016年（平成28年）
  - 8月29日 - 東京証券取引所第一部上場廃止。
  - 9月1日 - リックコーポレーションと経営統合。共同株式移転により共同持株会社である「ダイユー・リックホールディングス株式会社」を設立し、その完全子会社となる[3][4]。
- 2017年（平成29年）3月 - リックコーポレーションと共にペット事業を株式会社アミーゴに会社分割。

## 事業内容
- ダイユーエイトMAX - 複合施設（ディベロッパー事業） - 駅前ビルにありながら、駐車料金が2時間無料。買い物の有無に関わらない。
- エイトタウン - 複合施設（ディベロッパー事業）
- ダイユーエイト - ホームセンター事業
- ドラッグエイト - 医薬品の販売。一部店舗にてホームセンター用品、ペット用品の販売も行っている。
- オフィスエイト - オフィス用品の販売
- スーパー鮮一 - 生鮮食品の販売
- ペットワールドアミーゴ - ペット用品及びペットの販売。
- ワンズサイクル - 自転車専門店。販売、修理を行っている。
- ワンズマックス - 化粧品、文具、旅行用品、生活用品の販売。

## 店舗

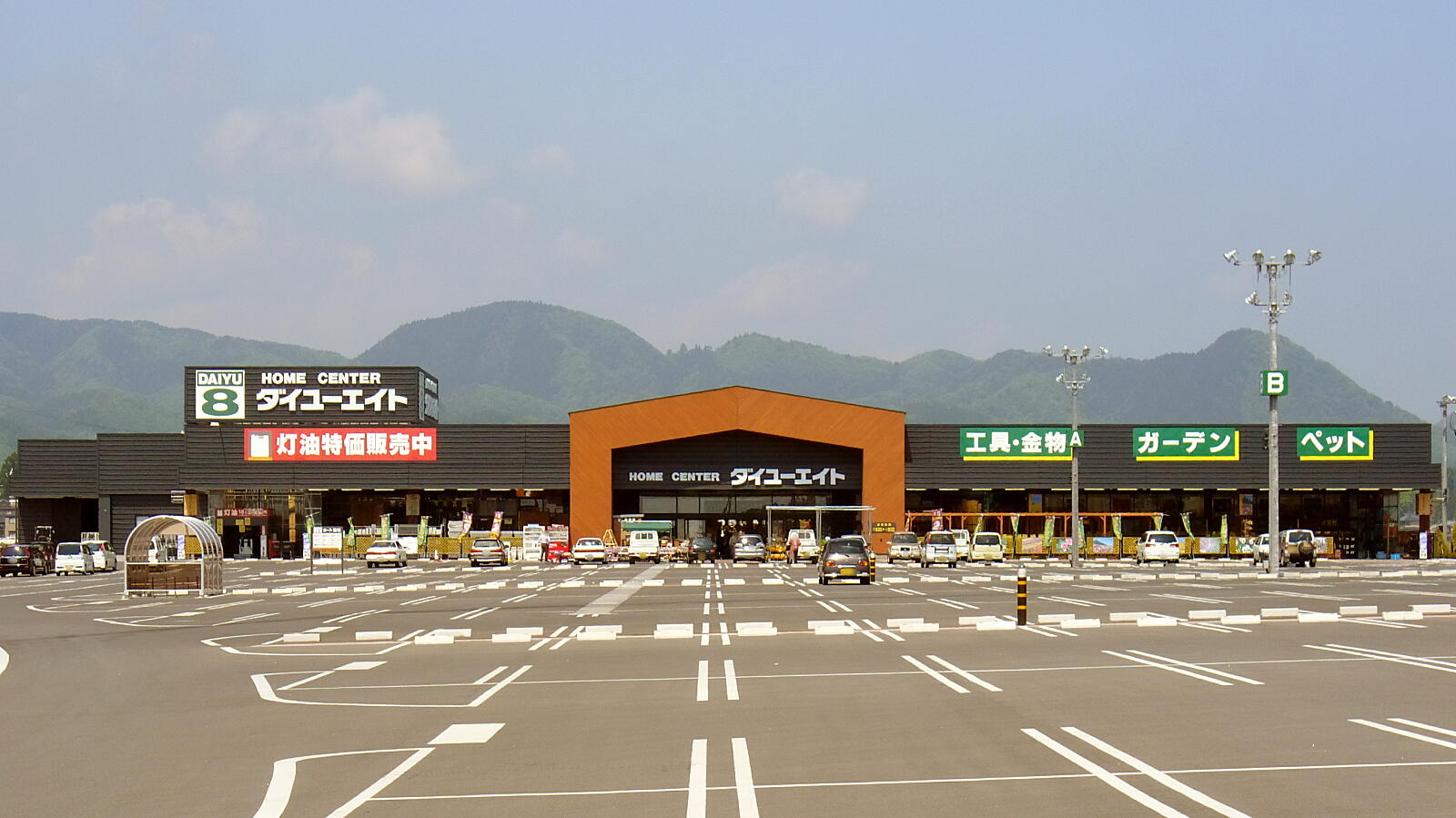
ダイユーエイト相馬店

詳細については店舗情報一覧を参照
福島県を中心に秋田県・岩手県・山形県・宮城県・新潟県・栃木県・茨城県に店舗を展開している。

## その他
- 株主優待を実施。福島県内の株主には自社商品券を送っている。県外の株主にはかつては福島の特産品（漬物）を送っていたが、2012年からはJCBギフト券を送っている。